# All England Women’s Hockey Association

Englische Hockey-Nationalmannschaft der Damen um 1900.

Die All England Women´s Hockey Association war bis 1996 ein englischer Sportfachverband für Damenhockey. Gegründet wurde der Verband 1895 von sechs englischen Damenhockeyclubs, nachdem ihr Aufnahmeantrag als English Ladies´ Hockey Association in die Hockey Association (HA) abgelehnt wurde. Er war somit der erste Sportverband in England für Frauen, und nach der ein Jahr zuvor gegründeten Irish Ladies Hockey Union der zweitälteste Damenhockeyverband.  Aufgrund der Ablehnung seitens der HA wurde folgender Passus in die Satzung verankert
„[…], dass kein Mann eine Funktionärstätigkeit in irgendeiner Vereinigung ausüben darf, die in enger Verbindung mit der England Women´s Hockey Association steht.“
Der Verband war 1927 Gründungsmitglied der International Federation of Women's Hockey Associations (IFWHA), die in Konkurrenz zur 1924 gegründeten Fédération Internationale de Hockey (FIH) stand, in welcher viele der kontinentaleuropäischen Länder vertreten waren, in denen es nur einen nationalen Hockeyverband gab. Erst 1982 fusionierten die beiden Weltverbände.
Unter dem Dach der All England Women´s Hockey Association verbuchte die Englische Hockeynationalmannschaft der Damen folgende Erfolge.
Feldhockeyeuropameisterschaft:
- 1991 1. Platz
- 1987 2. Platz

Feldhockeyweltmeisterschaft:
- 1975 1. Platz

Hallenhockeyeuropameisterschaft:
- 1993 2. Platz
- 1987 3. Platz
- 1985 3. Platz

Seit 1951 führte der Verband ein jährliches Freundschaftsspiel im Wembley-Stadion durch, welches regelmäßig von über 50.000 Zuschauern besucht wurde. Bei der ersten Veranstaltung schlug England Irland 6:1. Der Rekordbesuch datiert aus dem Jahr 1978, als 65.000 Besucher einem 2:2 gegen die USA beiwohnten.
Die nationalen englischen Hockeyverbände des Männer-, Frauen- und Mixedhockeys fusionierten 1996 zur English Hockey Association (EHA). Diese ging 2002 in die Insolvenz. Der heutige Verband England Hockey wurde am 1. Januar 2003 als Nachfolger der (EHA) gegründet.